# Itoman
Itoman (糸満市 -shi) é uma cidade japonesa localizada na província de Okinawa.
Em 2003 a cidade tinha uma população estimada em 55 444 habitantes e uma densidade populacional de 1 194,91 h/km². Tem uma área total de 46,40 km².
Recebeu o estatuto de cidade a 1 de Dezembro de 1971.